# れいこう堂
れいこう堂は、朝日放送ラジオ（ABCラジオ）で2001年4月から2002年9月まで放送された音楽番組である。

## 番組概要
増田俊郎 (ヴォーカリスト)がパーソナリティーを務めた「増田俊郎の音楽の家」がそれまでのゴールデン枠から金曜深夜（土曜未明）1:30～2:00の時間帯に変更されたため、内容をリニューアルすることになった。番組の設定を古びたアナログレコード専門店にして、番組開始当初は店主・増田と常連のお客さんとして出演した音楽ライター・佐伯進の2名で番組を担当（2001年10月以後は増田1人だけ）し、古今東西のマニアックなレコードを毎回あるテーマに沿って紹介していくという番組だった。
またこの番組ではクレイジーケンバンドの横山剣や、大西ユカリと新世界の大西ユカリ等、後世に昭和歌謡のムードを伝えていこうとする歌手が不定期で番組にゲスト出演したこともあった。
| 朝日放送ラジオ 金曜25:30枠                           | 朝日放送ラジオ 金曜25:30枠 | 朝日放送ラジオ 金曜25:30枠                   |
| 前番組                                               | 番組名                     | 次番組                                       |
| ---------------------------------------------------- | -------------------------- | -------------------------------------------- |
| 美人的成分～Beauty @ Contents～ 清水次郎、杉之原惠子 | れいこう堂                 | ゴッドプロデューサーKAZUKIの超時空立体ラジオ |